# Río Oleniok
El río Oleniok (también transcrito como Olenek) (en ruso: Оленёк) es un largo río de Rusia del norte de Siberia, que desagua en el mar de Láptev.  Con unos 2.292 km de longitud, es el 49.º río más largo del mundo y el 13.º más largo de Rusia. Su cuenca drena un área de unos 220.000 km², la 14.ª mayor de Rusia (mayor que Guyana y un poco menor que Uganda).
Administrativamente, el río discurre por el  krai de Krasnoyarsk y la República de Sajá de la Federación de Rusia.

## Geografía
El río Oleniok nace en el extrema noreste de la meseta del Viliuy, una sección de la meseta Central Siberiana, en el krai de Krasnoyarsk, muy cerca de donde también nace su principal afluente, el río Arga-Sala. Discurre primero en dirección este y tras recorrer algo menos de 100 kilómetros, se adentra, por el límite occidental, en la República de Sajá, por donde discurre casi íntegramente su curso.
El río bordea la vertiente septentrional de los montes Oleniok, describiendo una amplia curva que le encamina en dirección Noreste, discurriendo con un curso muy sinuoso. Tras recibir por la derecha al río Arga-Sala, llega al pueblo que el da nombre, Olenyok. Sigue con su curso sinuoso, emprendiendo una curva en dirección Suroeste, tras la cual llega a Suyana y se encamina cada vez más en dirección casi Norte, durante un largo tramo. Llega a Sklad y el río gira poca a poco cada vez más hacia el Noroeste, desembocando  en un amplio delta (unos 475 km²) en Ust-Oleniok, en el mar de Láptev, en el golfo que lleva su nombre, el golfo de Oleniok, no lejos del delta del Lena. 
El río Oleniok tiene numerosos afluentes, siendo los más importantes los siguientes:
- por la izquierda:

- río Arga-Sala (Арга-Сала), de 503 km de longitud y una cuenca de 47.700 km²)
- río Ukukit (Укукит), de 347 km y 5.000 km²;
- río Birekte (Биректе), de 315 km y 8.600 km²;
- río Kuojka (Куойка), de 294 km y 4.700 km²,
- río Benčime (Бенчиме), de 311 km y 4.100 km²;
- río Bur (Бур), de 501 km y 13.900 km²;
- río Buolkalach (Буолкалах), de 305 km y 8.780 km²;

- por la derecha:

- río Alakit (Алакит), de 232 km y 11.800 km²;
- río Siligir (Силигир), de 344 km y 13.400 km²;
- río Kelimjar (Келимяр), de 254 km y 4.050 km²;
- río Merčimden (Мерчимден), de 218 km y 4.080 km²;
- río Chorbusuonka (Хорбусуонка), de 290 km y 3.200 km²;
- río Kjutingde (Кютингде), de 196 km y 3.420 km²;

El río discurre por una zona remota, que dada la dureza de un clima muy frío, está muy poco poblada, sin ninguna ciudad de importancia. Los centros urbanos más importantes de su curso son Oleniok, Ust-Oleniok, Sklad, Taymylyr. 
El río está congelado, en promedio, desde finales de septiembre (o principios de octubre) a finales de mayo-principios de junio. El curso bajo es navegable, un tramo de unos 1000 km. 
En la cuenca del río se ha desarrollado una importante industria pesquera, siendo muy conocido  por la gran cantidad de pesca que puede capturarse en sus aguas.

## Historia
El comerciante Ilya Perfilyev (1583-1659) encabezó un grupo de comerciantes y cosacos de Tobolsk en busca de las tierras del noreste. Junto con el destacamento de Ivan Rebrov (?-1666), descendieron desde Zhigansk en kochi unos 800 km el río Lena por vez primera hasta la boca, que exploraron. Navegando hacia el oeste a lo largo de la costa norte de la moderna Yakutia, en 1634 descubrieron la bahía Olenek con el río Olenyok y hacia el este el río Yana y las tierras bajas de Yano-Indigirskaya.
El pionero y explorador del Ártico ruso Vasili Prónchishchev y, su esposa María Prónchishcheva, murieron de escorbuto en septiembre de 1736 en la zona del golfo de Oleniok mientras realizaban la cartografía de las costas del mar de Láptev. Ambos fueron enterrados en la desembocadura del río Oleniok.